# Vlinderparadijs Papiliorama
Vlinderparadijs "Papiliorama" is een vlindertuin op de Toegangspoort Holtingerveld, net buiten Havelte. De vlindertuin is geopend op 21 december 1998. Met de ruim 900 vierkante meter grote vlinderkas is het een van de grootste tropische vlindertuinen van Europa. In 2003 behoorde de vlindertuin tot een van de eerste, volgens de Europese dierentuinrichtlijn, goedgekeurde dierentuinen en kreeg het park een dierentuinvergunning.
Papiliorama is volledig ingericht voor vlinders. In de kas bevinden zich geen bloemen of planten die niets te maken hebben met de aanwezige vlinders. Daarom is de kas ingericht met veelkleurige bloemen, zoals Pentas, Lantana, Asclepias, Hibiscus, Stachytarpheta en nog veel meer nectar producerende bloemen. De planten in de tuin dienen als voedsel voor de rupsen. Het bijvoeren van de vlinders met een kunstmatige voeding is hierdoor niet nodig. 
Het Vlinderparadijs verzorgt voor een aantal vlindertuinen binnen Europa de levering van vlinders. Deze vlinderpoppen worden geïmporteerd vanuit tropische landen, alwaar de desbetreffende soorten vlinders gekweekt worden. Deze vorm van import is daarmee meteen een vorm van ontwikkelingshulp. 